# Бомбардування Горького
 Горький під час Другої світової війни, в період з осені 1941 по літо 1943 року, зазнавав бомбових ударів німецької авіації. Основною метою бомбардувань було руйнування промислового потенціалу міста. Найбільші ушкодження отримав завод ім. Молотова. За час війни ворожі бомбардувальники зробили 43 нальоти, з них 26 нальотів вночі, під час яких на місто було скинуто 33934 запалювальні та 1631 фугасні бомби. Бомбардування Горького стали найбільшими ударами авіації Люфтваффе по тилових районах СРСР у роки війни.

## Горький перед початком бомбардування
Місто потрапило в поле зору німців ще під час розроблення плану «Барбаросса» з розгрому СРСР. Він тоді був одним з найбільших виробників і постачальників озброєння Червоної Армії. Повне захоплення Горького і перехід його під свій контроль планувався нацистською Німеччиною у другій половині вересня 1941 року. Спочатку фашисти повинні були знищити оборонну промисловість міста — Автозавод ім. Молотова, заводи ім. Леніна, «Сокіл», «Червоне Сормово» і «Двигун Революції». Після захоплення в ньому планувалося створити Генеральний округ Горький (нім. Generalbezirk Gorki) або Генеральний округ Нижній Новгород (нім. Generalbezirk Nischni Nowgorod), що входить в Райхскомісаріат Московія. Горьківський машинобудівний завод планувалося переобладнати під випуск німецької військової техніки
31 жовтня 1941 року на автозавод прийшло розпорядження Й. В. Сталіна про те, що необхідно різко збільшити виробництво легких танків Т-60 і в найближчі 2-3 дні довести його до 10 танків в день, так як Башзавод не міг повністю виконувати своїх функцій.
Керівництво міста знало, що Горький в будь-який момент може піддатися атаці німецької авіації і було необхідно зміцнювати ППО міста і маскувати заводи. Однак, необхідні заходи не були доведені до кінця і особливо відставала маскування об'єктів. На радіотелефони заводі № 197 ім. Леніна пройшла екстрена нарада, присвячена маскування заводу. Після нього, 1 листопада був затверджений план, згідно з яким необхідно було надати заводу вид житлового селища на околиці Горького. У плані протиповітряної оборони завод був повністю готовий.
Командувачем Горьківским бригадним районом ППО був призначений Н. В. Марков, в жовтні 1941 року. Прибувши в Горький, він побачив, у якому жалюгідному стані перебувала оборона міста, який був буквально «нашпигований» найважливішими стратегічними об'єктами. У ньому було всього близько 50 зенітних гармат і кілька прожекторів.